# Cladonia rangiferina

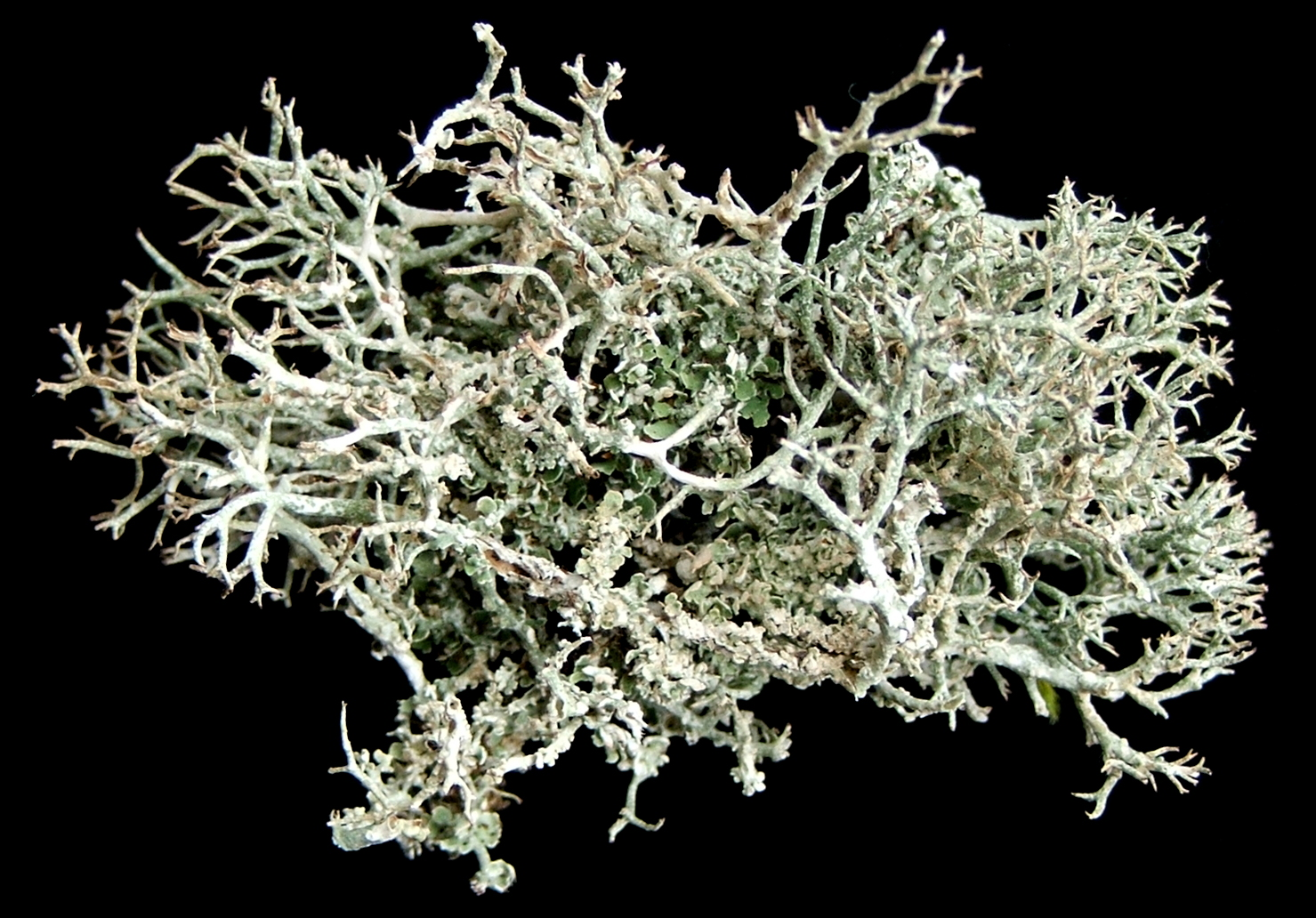
Vista de C. rangiferina

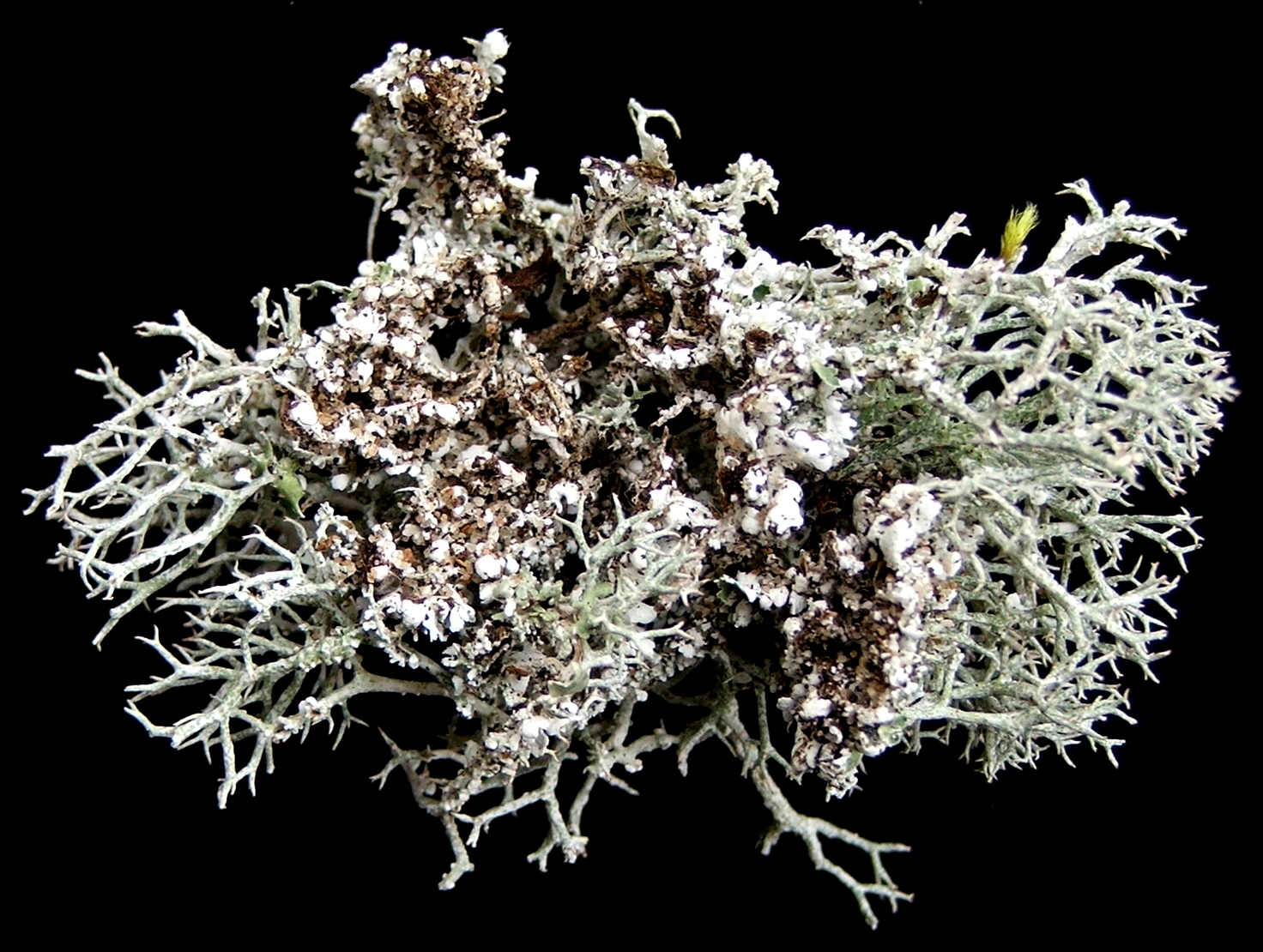
C. rangiferina per sota

Cladonia rangiferina, conegut com a liquen dels rens, és una espècie liquenitzada de fong ascomicot de l'ordre dels lecanorals (Lecanorales), família Cladoniaceae. És un liquen fruticós (com un menut arbust) que creix tan en climes càlids com en climes freds en ambients oberts i ben drenats. Principalment es troba en la tundra i la landa. És molt resistent a les baixes temperatures.
Com altres líquens el seu creixement és molt lent (3-5 mm cada any) i pot trigar dècades a recuperar-se del pasturatge excessiu, dels incendis o de la recol·lecció.
Cladonia portentosa és un liquen similar que també es coneix com a liquen dels rens.

## Descripció
Els tal·lus són fruticosos (com un menut arbust) i amb moltes branques d'uns 1-1.5 mm de diàmetre. Té un color grisenc, blanquinós o marronós. C. rangiferina fa mates de fins a 10 cm d'alt. El fotobiont associat és Trebouxia irregularis.
Creix en l'humus del sòl o sobre la roca.

## Usos
Aquest liquen s'usa per fer aquavit, i té interès com a decoratiu. A l'Himàlaia l'ètnia Monpa el fa servir de manera tradicional contra les pedres del ronyó.